# フェデリコ・デルピーノ

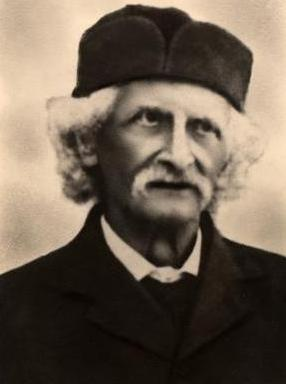
フェデリコ・デルピーノ

ジャコモ・ジュゼッペ・フェデリコ・デルピーノ（伊: Giacomo Giuseppe Federico Delpino、1833年12月27日 - 1905年5月14日）は、イタリア（イタリア王国）の植物学者、昆虫学者である。

## 略歴
リグーリア州ジェノヴァ県のキアーヴァリで生まれた。ジェノヴァ大学で数学を学んだ。1851年にコンスタンティノープルとオデッサの植物研究旅行に参加し、その後その責任者になった。1864年からキョウチクトウ科（旧分類ではガガイモ科）のガガイモ亜科（Asclepiadoideae）の植物の研究を始め、植物と昆虫の共生関係について多くの発見を行った。
その他の植物に関しても、植物と昆虫の共生関係の観点で研究し、フィリッポ・パルラトーレの助手となり、植物学の博士号を得た。1871年にヴァロムブローザ（Vallombrosa）の森林研究所の博物学の教授に任じられ、1873年にジュゼッペ・ガリバルディ号の周航航海に参加しブラジルから戻ると、翌年ジェノヴァ大学植物学の教授に任じられ、その職を10年間務めた。その後ナポリ大学の教授を務めた。1903年からイタリア植物学会（Società Botanica Italiana）の会長に選ばれた。
ドイツのヘルマン・ミューラー（Heinrich Ludwig Hermann Müller）とともに植物生態学の重要な研究者で、チャールズ・ダーウィンの進化論の形成のための多くの生態学的事例を提供した。動物媒花と送粉者の種類（送粉シンドローム）を分類し、この分野の用語はデルピーノによるものが多く残されている。
キジカクシ科の1属 Delpinoa（Manfreda 属のシノニム）に献名されている。

## 著作
- Sugli apparecchi della fecondazione nelle diante antocarpee (Flor. 1867)
- Ulteriori osservazioni sulla dicogamia nel regno vegetale (1868)
- Sulla darwiniana teoria della pangenesi (Tur. 1869)
- Ulteriori osservationi e considerazioni sulla dicogamia nel regno vegetale.2(IV) Delle piante zoidifile. (1874)